# 彭绍辉
彭绍辉（1906年9月6日—1978年4月25日），湖南湘潭人。中华人民共和国上将，人称独臂将军。
彭绍辉于1928年参加彭德怀领导的平江起义，加入红三军团，历任分队长、中队长、大队长、团长、师长，在战争中失去左臂。后又担任少共国际师师长、红四方面军第三十军参谋长、红二方面军第六军团参谋长。抗日战争时期，任八路军120师新358旅旅长、独立第2旅旅长、抗大总校副校长兼第七分校校长。国共内战时期，任吕梁军区副司令员、晋绥军区第2纵队副司令员、西北野战军第7纵队司令员、中国人民解放军第一野战军第7军军长。中华人民共和国成立后，任西北军区副司令员兼参谋长、中国人民解放军副总参谋长等职。彭绍辉是中共第九、十、十一届中央委员，第一、二、三届国防委员会委员，第二届、三届、四届全国人大常委会委员。

## 生平

### 红军时期
1926年参加农民赤卫军。1928年参加平江起义，同年加入中国共产党，任中国工农红军第五军十三师七团任班长。1928年7月起任红五军三团三营十二连分队长、二纵队二大队六中队中队长、红五军随营学校大队长、红五军一师一团团长。1931年起，任红三军团四师副官处处长、师参谋长、中国工农红军学校第二队队长。1931年7月，彭绍辉代理红三团团长，参与第三次反围剿战争，右肩和右手虎口负伤。

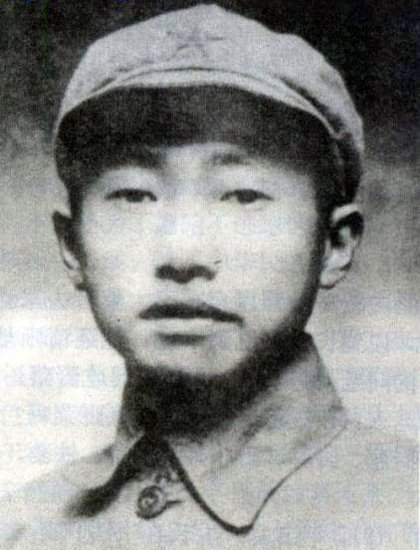
1936年，彭绍辉任红六军团参谋长。

1932年4月起，任红三军团五军一师参谋长、师长。1933年3月中旬，在第四次反围剿战争中的霹雳山战斗中，彭绍辉在追击溃逃国军时，左臂连中两弹。战后，彭绍辉在医院中做了三次取碎骨手术，均未成功，左臂截肢。1933年8月1日，由于在第四次反围剿战争中作出卓越贡献，中共中央授予他二级红星奖章。
1933年10月，任红三十四师师长。在第五次反围剿战争中，彭绍辉在建宁、将乐之间的光明山阻击国军88师，战斗中彭绍辉的下颔骨被打碎，但仍带伤完成钳制任务。1934年4月起任少共国际师师长，参加长征。湘江战役后，先后任红一军团司令部教育科科长、红三军团教导营营长。红一、四方面军会师后，任红四方面军三十军参谋长，因不肯执行张国焘反对毛泽东的路线而遭打压，但得到朱德力保。1935年冬被调往红四方面军红军大学任上级政治科科长兼军事教员。1936年6月起，任红二方面军六军团参谋长。红军到达陕北后，1937年5月起任红二方面军教导团团长。

### 抗日战争时期
抗日战争爆发后，1937年秋起任八路军第120师司令部参谋处处长，师教导团团长。1938年5月，晋西北地区的第714团、警备第6团、独立第1、第2团及雁北第6支队等部编为八路军120师新第358旅，也称彭358旅，彭绍辉为旅长，政治委员罗贵波。1940年春，彭358旅改称独立第2旅，彭绍辉仍任旅长。随后，彭绍辉参与了晋西北夏季反扫荡战役和百团大战，11月起兼任晋西北军区第二军分区司令员。1942年10月入延安中共中央党校学习。1943年3月至1945年秋任抗日军政大学副校长，1943年秋起兼任抗日军政大学第七分校校长。

### 第二次国共内战时期
抗战胜利后，彭绍辉任吕梁军区副司令员、代司令员。1946年，原359旅和独四旅合编为晋绥野战军第二纵队，王震为司令员，彭为副司令员。后任吕梁军区副司令员，吕梁军政委员会书记，先后攻占永和、大宁、隰县、交城、中阳等城镇30余座，缴获大批武器、弹药等军用物资，并生擒国军上将杨澄源。1948年7月，由第十、第十二旅（原吕梁军区和晋绥军区部队组编）组建陕甘宁晋绥联防军区第七纵队，又称彭罗纵队，后编为西北野战军第七纵队。在晋中战役，太原战役中发挥主力作用。1949年1月，第七纵队改称中国人民解放军第七军，属第一野战军序列，彭绍辉任军长，率部参与扶眉战役、兰州战役、进军陇南及成都战役。在太原战役结束后，彭绍辉经军卫生部部长张德炎介绍结识了晋源人张纬，二人最终结为伉俪。

### 中华人民共和国成立后

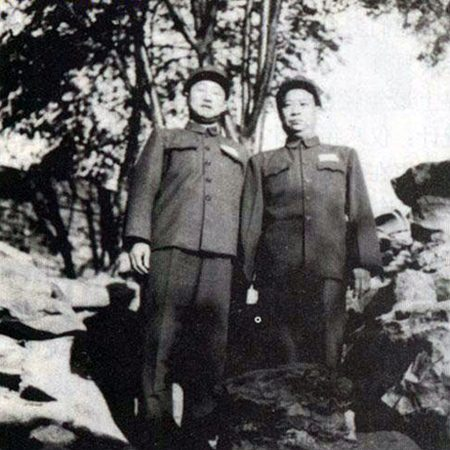
彭绍辉与贺炳炎合影。

中华人民共和国成立后，1951年4月起任第一高级步兵学校校长、党委书记。1952年4月起任西北军区参谋长，1954年3月任副司令员兼参谋长，军区党委常委。1954年10月，任中国人民解放军副总参谋长，1955年4月任解放军训练总监部副部长，训练总监部军事科学部和条令部部长；1958年3月任军事科学院副院长兼战术研究部部长。1969年4月至1977年8月任中共中央军委委员。1969年8月重任中国人民解放军副总参谋长、总参谋部党委委员。期间，彭绍辉曾参与编写中国人民解放军的条令、条例以及六五式军服的样式，并指导编制、装备、侦察、防化、气象和民兵等一系列工作。
1955年9月，彭绍辉被授予上将军衔，荣获一级八一勋章、一级独立自由勋章、一级解放勋章。文化大革命时遭批斗，但因毛泽东力保得以幸免于难。1974年9月，彭绍辉主持召开了全国民兵训练工作座谈会。在会上，彭绍辉针对四人帮的所作所为而拒不宣传“民兵指挥部”，更没有推广“上海经验”。1976年，彭绍辉曾准确推断出军方可能发动政变，推翻四人帮。1978年4月25日，彭绍辉因病在北京逝世，享年72岁。

## 家庭
- 夫人张纬，原总参谋部气象研究所师职离休干部。2023年11月30日上午在北京逝世，享年93岁。[11]